# Livro Negro das Marcas
Das Schwarzbuch Markenfirmen é um livro escrito pelo jornalista austríaco Klaus Werner. É um best-seller, com mais de 150 mil exemplares vendidos e traduções em várias línguas, como espanhol, japonês, sueco, holandês, turco e húngaro.